# Arenaria nitida
Arenaria nitida là loài thực vật có hoa thuộc họ Cẩm chướng. Loài này được (Bartl.) Rohrb. mô tả khoa học đầu tiên năm 1872.